# Chiara/Spegni la luce
Chiara/Spegni la luce è un singolo di Simon Luca.

## Il disco
Chiara fu presentato da Simon Luca a Un disco per l'estate 1971, mentre Spegni la luce alla Mostra internazionale di musica leggera 1971, in cui venne censurato dalla Rai.
Entrambi i brani furono inseriti nell'album Da tremila anni (Musica della parola), pubblicato nello stesso anno; alla registrazione dei due brani partecipano alcuni componenti degli Stormy Six e alla batteria Tullio De Piscopo.
Su Ciao 2001 il disco fu recensito positivamente:

Secondo Michele Neri e Franco Brizi

## Tracce
LATO A
1. Chiara (testo: Alberto Favata – musica: Angelo Favata, Aldo Pagani; edizioni musicali La Bussola) – Arrangiamenti di Franco Orlandini

LATO B
1. Spegni la luce (testo: Alberto Favata – musica: Angelo Favata, Aldo Pagani; edizioni musicali La Bussola) – Arrangiamenti di Carmelo "Ninni" Carucci